# Internapoli Football Club 1969-1970
Questa voce raccoglie le informazioni riguardanti l'Internapoli Football Club nelle competizioni ufficiali della stagione 1969-1970.

## Rosa
| N. |                   | Ruolo | Calciatore         |
| -- | ----------------- | ----- | ------------------ |
|    | Italia (bandiera) | D     | Mario Accetta      |
|    | Italia (bandiera) | C     | Giuseppe Alberti   |
|    | Italia (bandiera) | C     | Fabio Antonioli    |
|    | Italia (bandiera) | P     | Biccari            |
|    | Italia (bandiera) | D     | Marcello Brilla    |
|    | Italia (bandiera) |       | Bruno Caligiuri    |
|    | Italia (bandiera) | A     | Angelo Carella     |
|    | Italia (bandiera) | A     | Fortunato Cesaro   |
|    | Italia (bandiera) | A     | Angelo Ciasca      |
|    | Italia (bandiera) | A     | Alberto Ereditieri |
|    | Italia (bandiera) | D     | Giovanni Fagan     |
|    | Italia (bandiera) | C     | Giuseppe Fiaschi   |
|    | Italia (bandiera) | A     | Franco Gallina     |

| N. |                   | Ruolo | Calciatore        |
| -- | ----------------- | ----- | ----------------- |
|    | Italia (bandiera) | C     | Armando Giordano  |
|    | Italia (bandiera) |       | Imbembo           |
|    | Italia (bandiera) | A     | Massimo Jacobini  |
|    | Italia (bandiera) | D     | Vincenzo Martella |
|    | Italia (bandiera) | C     | Renato Palcini    |
|    | Italia (bandiera) |       | Panico            |
|    | Italia (bandiera) | D     | Franco Pavoni     |
|    | Italia (bandiera) | P     | Gennaro Pietti    |
|    | Italia (bandiera) | A     | Domenico Romano   |
|    | Italia (bandiera) | C     | Mario Russo       |
|    | Italia (bandiera) | D     | Salvatore Russo   |
|    | Italia (bandiera) | C     | Ermenegildo Valle |
|    | Italia (bandiera) | P     | Paolo Volk        |